# 日置警察署
日置警察署（ひおきけいさつしょ）は鹿児島県日置市伊集院町徳重一丁目にある鹿児島県警察の警察署である。
旧名称は伊集院警察署。管轄区域は鹿児島県日置市である。

## 概要
- 所在地：鹿児島県日置市伊集院町徳重一丁目11番地1
- 管轄区域：鹿児島県日置市
- 運転免許証の更新：可能
- 運転免許証の再交付：可能
- 運転免許証の失効に伴う新規免許証の申請：可能

※2008年（平成20年）10月1日から鹿児島市内3ヶ所の警察署（鹿児島中央警察署・鹿児島西警察署・鹿児島南警察署）を除く鹿児島県内の25ヶ所の警察署と4ヶ所の幹部派出所（甑島幹部派出所・垂水幹部派出所・喜界幹部派出所・与論幹部派出所）で運転免許証の更新や再交付、運転免許証の失効に伴う新規免許証の申請が管轄区域に関わらずできるようになる。但し、身体障害者運転適性検査装置等による検査が必要な者と運転免許効力停止処分中の者は除く。

### 沿革
- 2006年（平成18年）10月1日：先の市町村合併に併せ、名称を伊集院警察署から変更した。

## 組織
- 警務課
- 会計課
- 生活安全刑事課
- 地域課
- 交通課
- 警備課

## 交番
| 交番   | 所在地   | 所在地       |
| 交番   | 市町村名 | 町・字名     |
| ------ | -------- | ------------ |
| 伊集院 | 日置市   | 伊集院町徳重 |
| 東市来 | 日置市   | 東市来町湯田 |
| 吹上   | 日置市   | 吹上町中原   |

## 警察官駐在所
| 警察官駐在所 | 所在地   | 所在地     |
| 警察官駐在所 | 市町村名 | 町・字名   |
| ------------ | -------- | ---------- |
| 日吉         | 日置市   | 日吉町日置 |

## 警察署周辺の施設
- 鹿児島県立伊集院高等学校
- 日置市役所
- タイヨー伊集院店
- 伊集院駅
- 徳重神社
- 日置消防署

## 主な未解決事件
- 吹上浜アベック拉致容疑事案[1]